# Patricia Rueda Perelló
Patricia Rueda Perelló, née le 20 octobre 1976, est une femme politique espagnole membre de Vox.

## Biographie
Lors des élections générales anticipées du 28 avril 2019, elle est élue députée au Congrès des députés pour la XIIIe législature  dans la circonscription de Malaga. Elle est réélue lors des élections générales anticipées du 10 novembre 2019 pour la XIVe législature.